# Marcin Adamski
Marcin Adamski (ur. 20 sierpnia 1975 w Świnoujściu) – polski piłkarz, grający na pozycji obrońcy; wychowanek Floty Świnoujście (1995), następnie gracz Warty Poznań (1996–1997), Zagłębia Lubin (1997–2001), Rapidu Wiedeń (2002–2004, 2006), francuskiego Angers SCO (2005), niemieckiego FC Erzgebirge Aue (2006–2007). Od lutego 2008 zawodnik ŁKS-u Łódź.
Jest również ekspertem Polsatu Sport w sprawach futbolu i był też ekspertem Polsatu na Euro 2008.

## Sukcesy
Mistrz Austrii z Rapidem Wiedeń; trzykrotny reprezentant Polski (reprezentant nr 768).

## Reprezentacja Polski
| lp. | Data              | Miejsce                 | Przeciwnik | Rezultat | Rozgrywki  | Grał   | Uwagi |
| --- | ----------------- | ----------------------- | ---------- | -------- | ---------- | ------ | ----- |
| 1.  | 11 grudnia 2003   | Ta’ Qali                | Malta      | 4-0      | towarzyski | 90'    |       |
| 2.  | 14 grudnia 2003   | Ta’ Qali                | Litwa      | 3-1      | towarzyski | do 45' |       |
| 3.  | 16 listopada 2005 | Ostrowiec Świętokrzyski | Estonia    | 3-1      | towarzyski | 90'    |       |